# Tmetolophota hartii
Tmetolophota hartii är en fjärilsart som först beskrevs av Gordon J. Howes 1914.  Tmetolophota hartii ingår i släktet Tmetolophota och familjen nattflyn. Inga underarter finns listade i Catalogue of Life.